# Vera Cruz (Verwaltungsamt)
| \| \| |
|       |

|  |

Vera Cruz ist ein osttimoresisches Verwaltungsamt (portugiesisch Posto Administrativo) der Gemeinde Dili und bildet das westliche Zentrum der Landeshauptstadt Dili. Hier befindet sich das Handelszentrum mit dem Hafen, der Regierungspalast und das Nationalparlament Osttimors. Der Sitz der Verwaltung liegt in Mascarenhas.

## Geographie

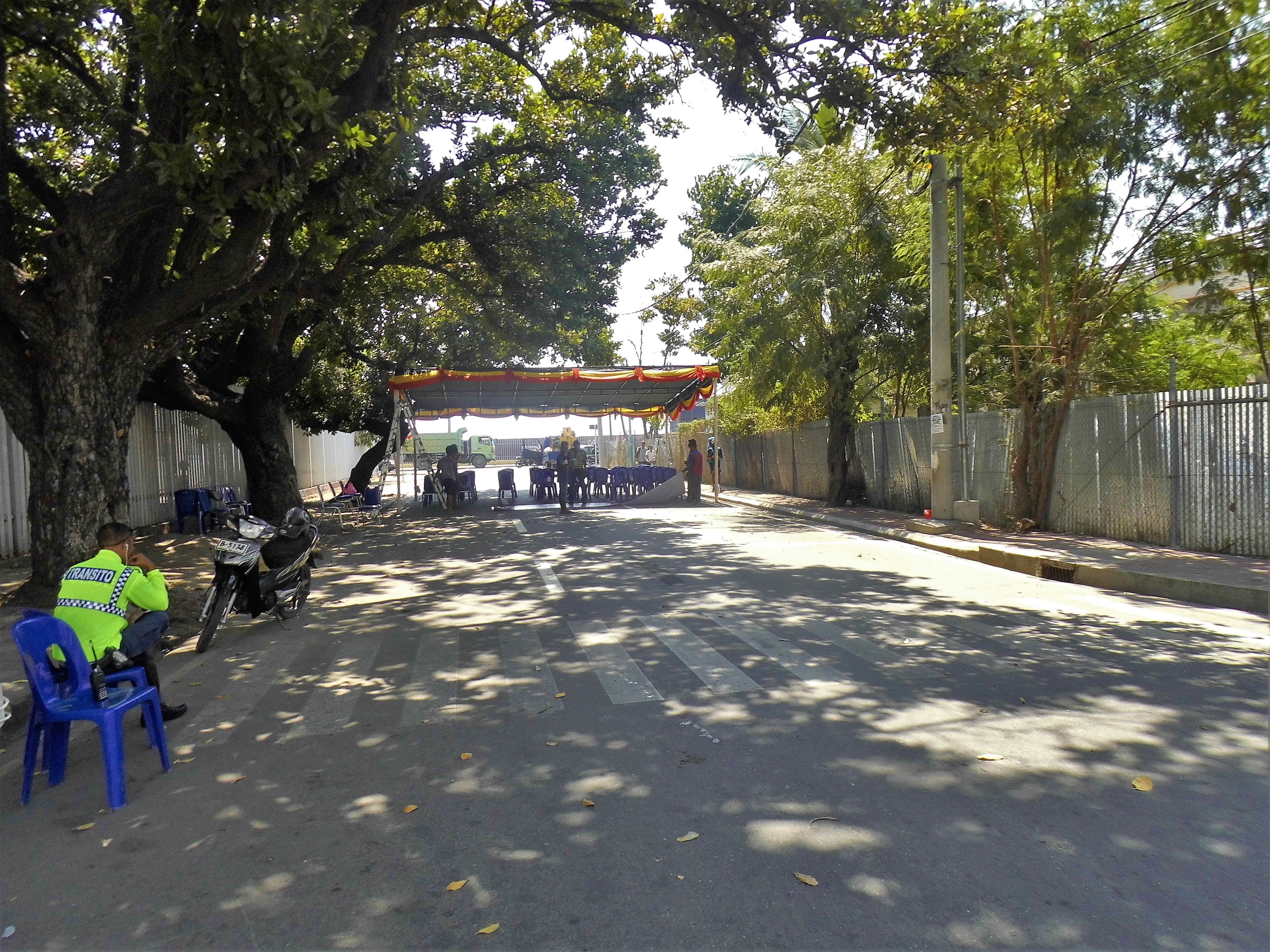
Rua de Moçambique, Colmera

Bis 2014 wurden die Verwaltungsämter noch als Subdistrikte bezeichnet.
Vera Cruz liegt am Südufer der Bucht von Dili. Im Westen grenzt es an den Verwaltungsamt Dom Aleixo und im Osten an die Verwaltungsämter Nain Feto und Cristo Rei. Im Süden liegt der Gemeinde Aileu mit ihrem Verwaltungsamt Laulara und im Südwesten die Gemeinde Liquiçá mit ihrem Verwaltungsamt Bazartete. Die Nordwestgrenze zu Dom Aleixo bildet in der Regenzeit der Fluss Maloa. Süd- und Südwestgrenze zu Liquiçá und Aileu folgen dem Rio Comoro mit seinen Nebenflüssen Beinas und Bemos. Ein dritter periodischer Fluss fließt zwischen Maloa und Rio Comoro von Vera Cruz nach Dom Aleixo.
Am 14. Juli 2004 wurden in einer Gebietsreform die Sucos Lahane Oriental und Santa Cruz von Vera Cruz abgetrennt und dafür die Sucos Colmera, Motael und Vila Verde zugeschlagen. Damit teilt sich das Verwaltungsamt Vera Cruz heute in sieben Sucos: Caicoli, Colmera, Dare, Lahane Ocidental, Mascarenhas (Mascarinhas), Motael und Vila Verde. Der Suco Dare gilt als ausschließlich ländlich gepräg, während die anderen Sucos von Vera Cruz teils als urban und teils als ländlich klassifiziert sind. Vor der Gebietsreform 2015 hatte Vera Cruz eine Fläche von 32,77 km². Nun sind es 25,92 km².

Klimadaten
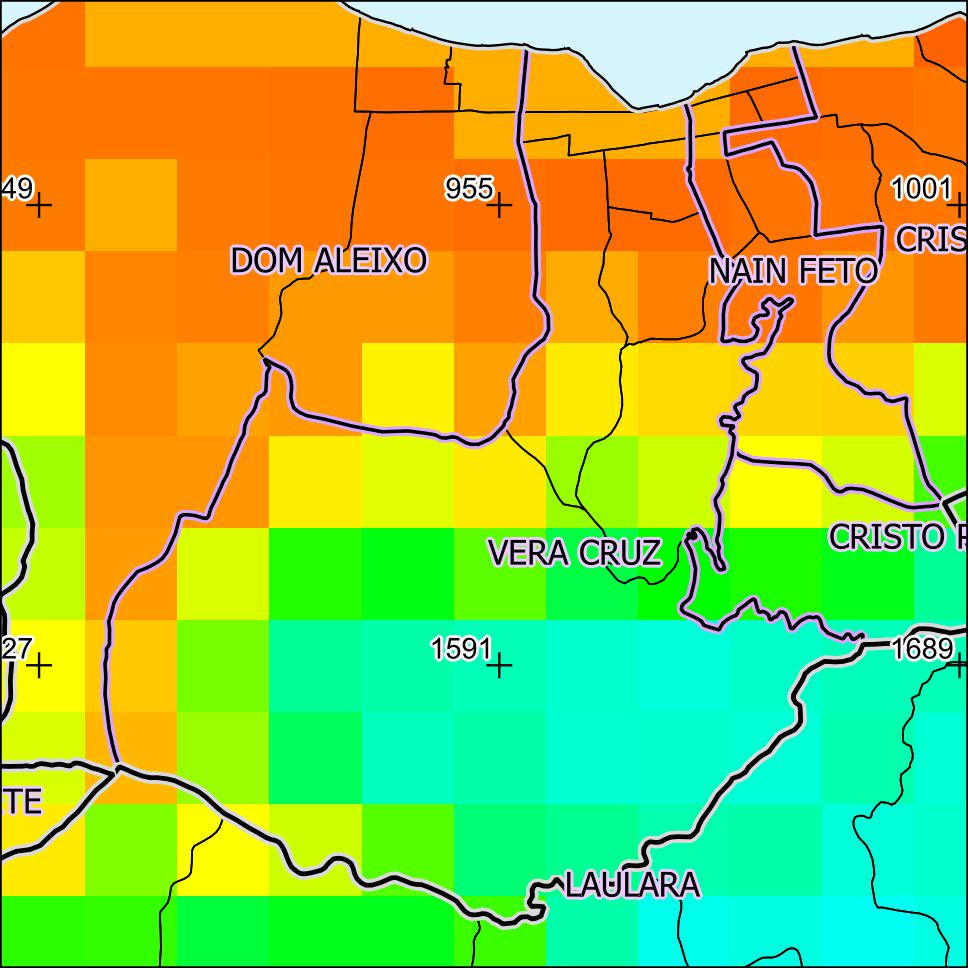
Jährliche Niederschlagsmenge (2000)
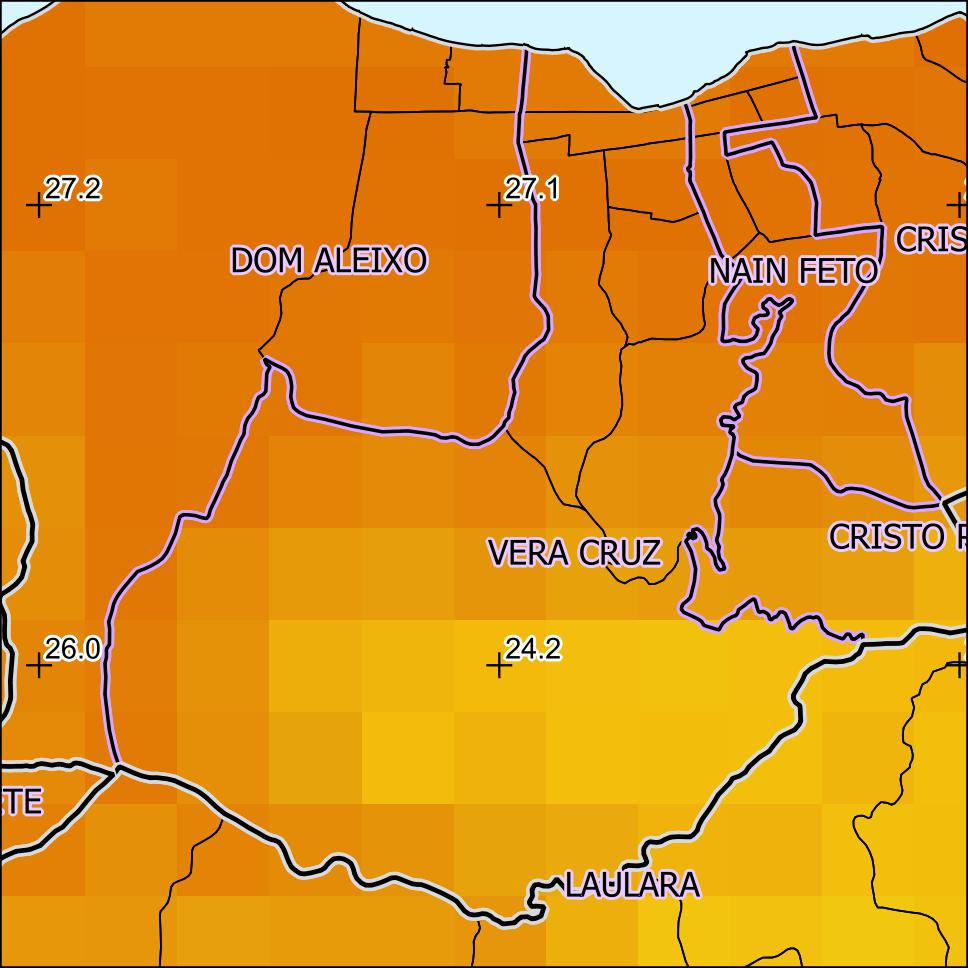
Jahresdurchschnitts-temperatur (2000)

## Einwohner
In Vera Cruz leben 41.873 Menschen (2022), davon sind 21.115 Männer und 20.758 Frauen. Von ihnen wohnen 26.498 in urbanen Gebieten, 15.375 in ländlichen. Im Verwaltungsamt gibt es 7.234 Haushalte. Der Altersdurchschnitt beträgt 21,5 Jahre (2010, 2004: 19,4 Jahre).

## Politik

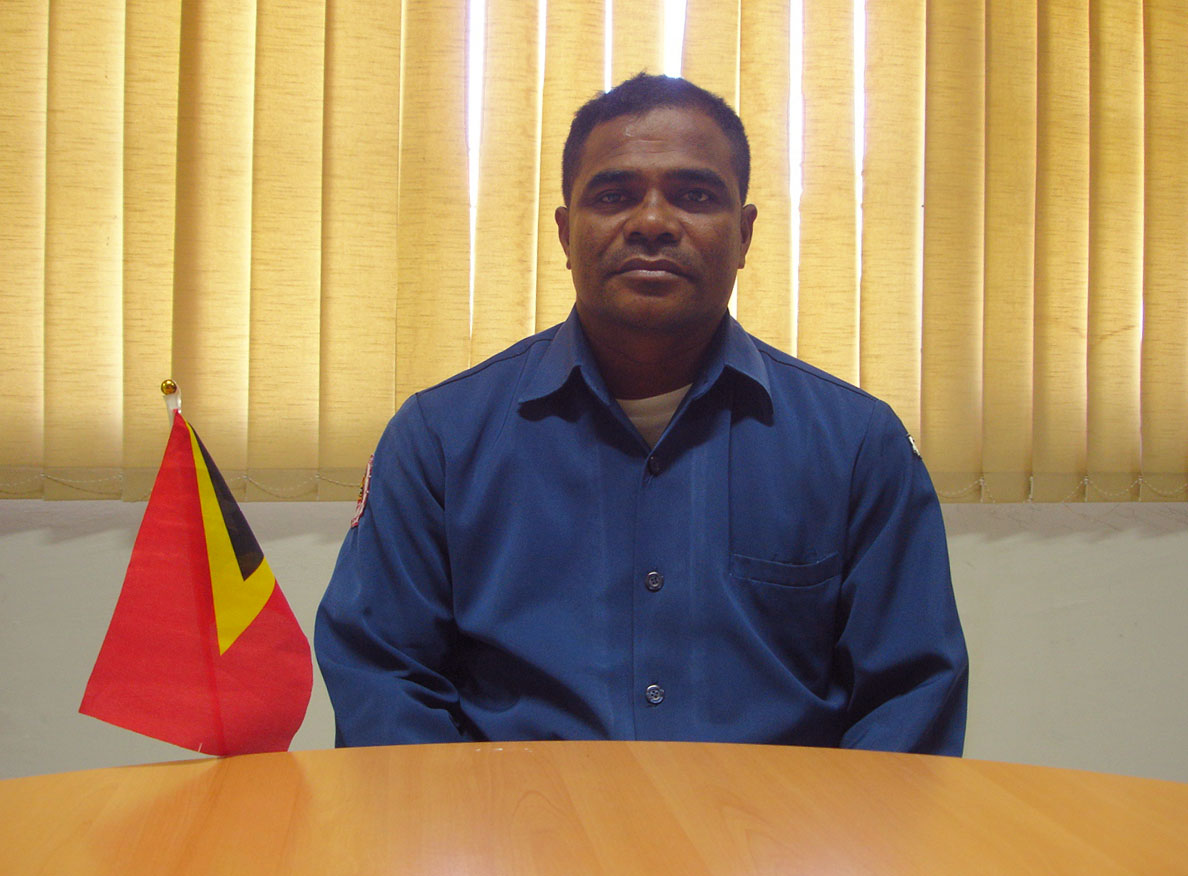
Administrator Manuel Gusmão (2013)

Der Administrator des Verwaltungsamts wird von der Zentralregierung in Dili ernannt. 2009 wurde José F. X. Simith zum Administrator ernannt. 2015 hatte das Amt Manuel Gusmão inne, 2016 Otavio Vieira do Amaral. 2021 wurde Manuel Gusmão zum Administrator ernannt und am 22. März 2024 Teresa da Costa Mariano.

## Wirtschaft

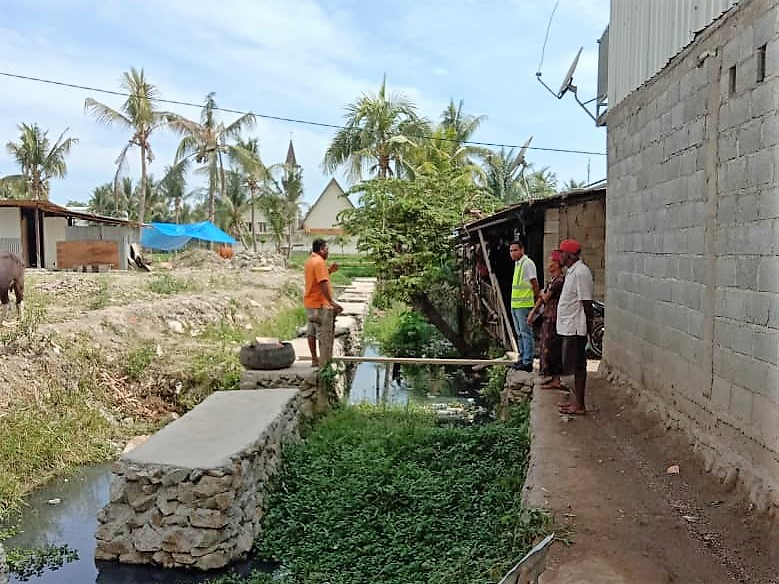
Aldeia Tahu Laran in Caicoli

Auch im städtischen Dili werden von den Einwohnern Felder und Gärten bewirtschaftet, um den Lebensunterhalt aufzubessern. 12 % der Haushalte in Vera Cruz verfügen über Kokospalmen, 12 % bauen Maniok an, 11 % Mais, 9 % Gemüse und 4 % Kaffee. Zudem werden Haustiere wie Hühner und Schweine gehalten.